# (70942) Vandanashiva
(70942) Vandanashiva est un astéroïde de la ceinture principale.

## Description
(70942) Vandanashiva est un astéroïde de la ceinture principale. Il fut découvert le 28 novembre 1999 à Gnosca par Stefano Sposetti. Il présente une orbite caractérisée par un demi-grand axe de 2,59 UA, une excentricité de 0,24 et une inclinaison de 4,2° par rapport à l'écliptique.

## Compléments